# Tösen från Stormyrtorpet (film, 1947)
Tösen från Stormyrtorpet är en svensk dramafilm från 1947 regisserad av Gustaf Edgren. I huvudrollerna ses Margareta Fahlén och Alf Kjellin.

## Om filmen
Filmen premiärvisades den 18 augusti 1947 på biograf Palladium vid Kungsgatan i Stockholm. Som förlaga har man Selma Lagerlöfs roman Tösen från Stormyrtorpet som utgavs 1908 i samlingen En saga om en saga och andra sagor. År 1917 genomförde Victor Sjöström en stumfilmsinspelning av romanen, se Tösen från Stormyrtorpet. Utöver de två svenska filmerna har den filmats i Tyskland 1935 som Das Mädchen vom Moorhof, i Turkiet 1935 som Batakli Damin Kizi, Aysel, i Finland 1940 som Suotorpan tyttö, i Danmark 1952 som Husmandstøsen och i Tyskland 1958 som Das Mädchen vom Moorhof.
Tösen från Stormyrtorpet har visats vid ett flertal tillfällen i SVT.

## Rollista i urval
- Margareta Fahlén – Helga Nilsdotter från Stormyrtorpet
- Alf Kjellin – Gudmund Erlandsson
- Sten Lindgren – Eriksson på Älvåkra, nämndeman
- Edit Ernholm – nämndemansmor
- Ingrid Borthen – Hildur, deras dotter
- Keve Hjelm – Johan, Hildurs bror
- Oscar Ljung – Per Martinsson, far till Helgas barn
- Gösta Cederlund – borgmästare Frithiof Pettersson, tingsdomare
- Erik Berglund – Svensson, stadsfiskalen
- Ivar Hallbäck – Nils, dräng på Närlunda
- Sven d'Ailly – Karl Nilsson på Stormyrtorpet, Helgas far
- Inez Lundmark – mor Nilsson på Stormyrtorpet, Helgas mor
- Carl Ström – Erland Erlandsson på Närlunda, Gudmunds far, kyrkvärd
- Anna Carlsten – Ingeborg Erlandsson, Gudmunds mor
- Sven Bergvall – Martinsson, Pers far
- Artur Cederborgh – länsman

## Musik i filmen
- Det var dans bort i vägen, kompositör Helfrid Lambert, text Gustaf Fröding, sång Ingrid Magnusson.
- Konvaljens avsked, kompositör Otto Lindwall, text David Lindwall, instrumental.
- Klara solen på blåa himmelen lyser.
- Till en hjärtevän (Inte krusar jag Herrgårds-Ola), sång Ivar Hallbäck.
- Tivolimusik (potpurri), kompositör Sigfrid Nyrén, instrumental.
- Berliner Luft (Stockholmsluft), kompositör Paul Lincke, tysk text Heinrich Bolten-Baeckers svensk text Emil Norlander.
- Pas d'Espagne. instrumental.
- Wiener Blut (vals), op. 354 (Wienerblod), kompositör Johann Strauss d.y., instrumental.